# Trema tomentosa
Trema tomentosa är en hampväxtart som först beskrevs av William Roxburgh, och fick sitt nu gällande namn av Kanesuke Hara. Trema tomentosa ingår i släktet Trema och familjen hampväxter.

## Underarter
Arten delas in i följande underarter:
- T. t. aspera
- T. t. microphylla
- T. t. viridis